# Akayu
Akayu (赤湯) est un ancien bourg du district de Higashiokitama, aujourd'hui partie de la ville de Nan'yō, dans la préfecture de Yamagata, au Japon. Akayu est célèbre pour ses Akayu Onsen (赤湯温泉), une série de ryokan reconnus pour leurs sources chaudes aux vertus curatives.

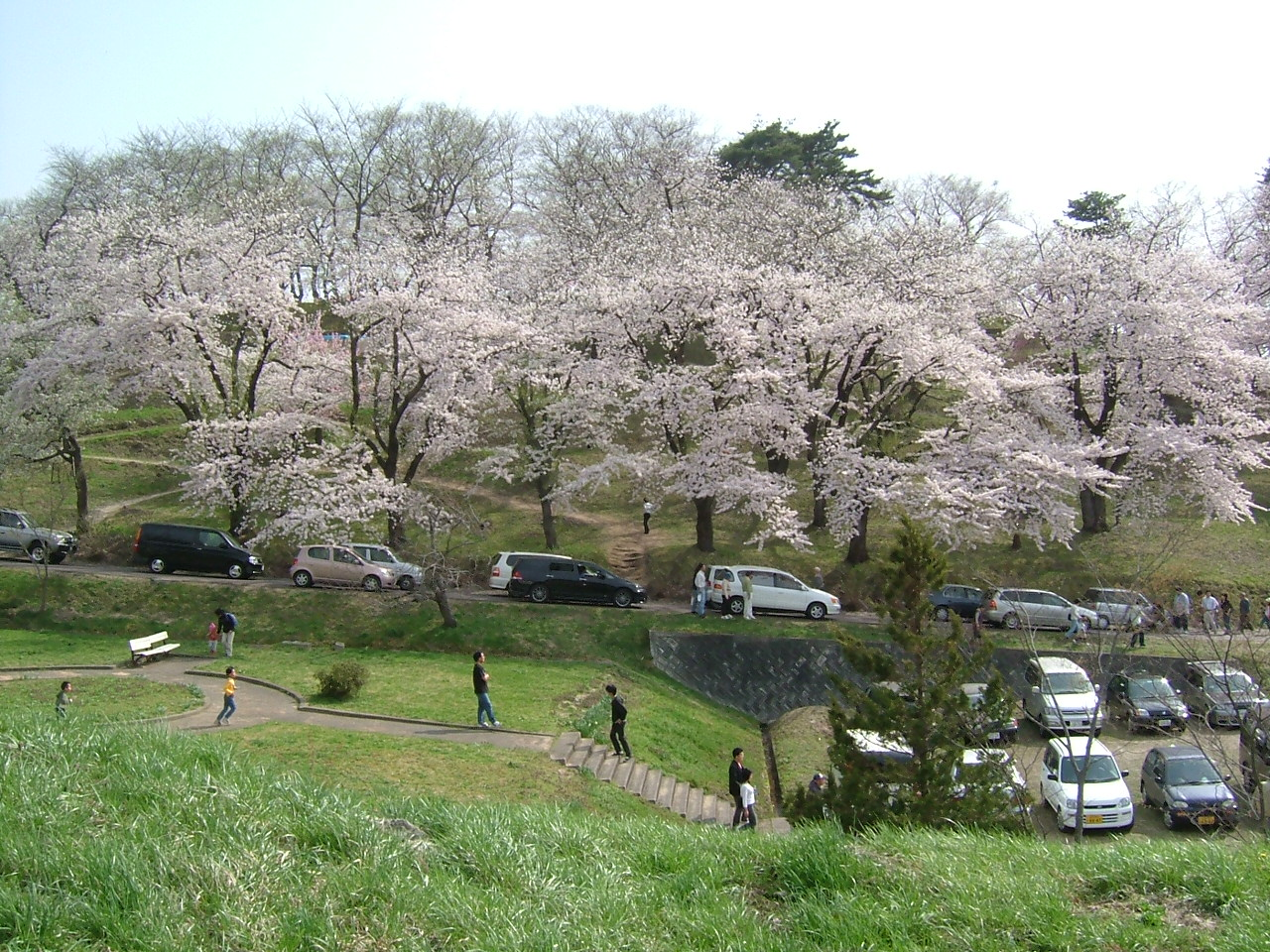
Cerisiers en fleurs et voitures dans le parc Eboshiyama à Akayu.

Le nom de la zone, qui peut être traduit littéralement par « eau chaude rouge », dérive d'une histoire qui s'est passée en 1093. Il est dit que le chef féodal Tōhoku Yoshitsuna Minamoto a apporté un de ses soldats blessé à l'une des sources chaudes. Son sang a tout de suite coloré l'eau en rouge mais les plaies se sont refermées.
Le parc Eboshiyama (烏帽子山公園) est reconnu comme l'un des cent meilleurs points d'observation du hanami (花見), l'étude des cerisiers en fleurs. En 2000, environ vingt-cinq mille personnes sont venues dans la ville en avril pour fêter le hanami.
Le quartier possède également un point de lancement pour les deltaplanes reconnu internationalement. D'ailleurs les troisièmes championnats du monde féminin se sont déroulés dans le Sky Park en 1993.
L'ex-résident le plus connu d'Akayu est Toyotaro Yuki, un ancien gouverneur de la Banque du Japon. Le quartier possède un musée consacré à sa vie.

## Isabella Bird
L'exploratrice anglaise Isabella Bird a visité Akayu pendant son voyage au Japon en 1878. Dans Unbeaten Tracks in Japan elle écrit sur Akayu :

« The frequented watering-place of Akayu in the north, is a perfect garden of Eden, "tilled with a pencil instead of a plough," growing in rich profusion rice, cotton, maize, tobacco, hemp, indigo, beans, egg-plants, walnuts, melons, cucumbers, persimmons, apricots, pomegranates; a smiling and plenteous land, an Asiatic Arcadia, prosperous and independent, all its bounteous acres belonging to those who cultivate them, who live under their vines, figs, and pomegranates, free from oppression–a remarkable spectacle under an Asiatic despotism. »

Soit :

« L'endroit fréquemment arrosé qu'est Akayu dans le nord, est un parfait jardin d'Éden, « labouré avec un crayon au lieu d'une charrue », accroissant en riz riche de profusion, coton, maïs, tabac, chanvre, indigo, haricots, aubergines, noix, melons, concombres, kakis, abricots, grenades ; un sourire et une terre plantureuse, une Arcadie asiatique, prospère et indépendante, toutes ses acres généreux appartenant à ceux qui les cultivent, qui vivent sous leurs vignes, figues et grenades, exempt de l'oppression – un spectacle remarquable sous un despotisme asiatique. »

## Honneur
L'astéroïde (24965) Akayu porte son nom.